# Come Together Now
"Come Together Now" é uma canção beneficente lançada em formato digital em 17 de outubro de 2005 e gravada para auxiliar as vítimas do terremoto do Oceano Índico de 2004 e do furacão Katrina em 2005. A canção foi escrita por Sharon Stone, Damon Sharpe, Mark Feist e Denise Rich e produzida por Mark J. Feist e Damon Sharpe. Posteriormente, em 21 de novembro de 2005, seu lançamento ocorreu nos Estados Unidos.

## Antecedentes e composição
A inspiração para a produção de "Come Together Now" teve origem após o desastre do tsunami em dezembro de 2004. Na esteira do furacão Katrina, Stone, Sharpe, Feist e Rich usaram a canção como um esforço combinado para arrecadar fundos para as duas tragédias globais. Feist e Sharpe também atuaram como produtores e Mark Feist também escreveu o arranjo musical.

## Legado
Mais de quatro anos depois que "Come Together Now" foi lançada, vários cantores cristãos contemporâneos colaboraram para compor uma canção semelhante sob o mesmo título, a fim de apoiar as vítimas do terremoto de 2010 no Haiti.

## Artistas
- Céline Dion
- The Game
- JoJo
- Jesse McCartney
- Nick Carter (Backstreet Boys)
- AJ McLean (Backstreet Boys)
- John Legend
- Joss Stone
- Mýa
- Gavin DeGraw
- Chingy
- Wyclef Jean
- Ruben Studdard
- Stacie Orrico
- Kimberley Locke
- Anthony Hamilton
- Patti LaBelle
- Natalie Cole
- Aaron Carter
- Brian McKnight
- Kelly Price
- Angie Stone
- Garou
- Tren'l
- Glenn Lewis
- Lee Ryan (Blue)
- R.L. Huggard

A canção também possui os seguintes créditos de músicos:
- Mark Feist – teclado, bateria, baixo Moog bass, programação de sintetizador
- Steve Lukather – violão
- Abe Laboriel, Jr. – bateria
- Greg Phillinganes – piano acústico
- Bill Meyers – cordas
- Jon Gass – engenheiro de som

## Faixas e formatos
"Come Together Now" - download digital
1. "Come Together Now" – 4:37

Come Together Now - CD single estadunidense
1. "Come Together Now" (Main) – 4:37
2. "Come Together Now" (No Rap) – 4:40
3. "Come Together Now" (Video) – 4:37

## Desempenho nas tabelas musicais
| Tabela musical (2005)                        | Melhor posição |
| -------------------------------------------- | -------------- |
| Estados Unidos - Billboard Hot Singles Sales | 13             |
| Estados Unidos - Adult Contemporary          | 39             |